# Arcadia (banda)
Arcadia fue un grupo musical formado en 1985 por Simon Le Bon, Nick Rhodes y Roger Taylor, todos ellos integrantes de la banda británica Duran Duran.
Se dice que Roger Taylor apareció en unas pocas fotografías y estuvo involucrado en la fase de grabación del proyecto (estudio), no incluyéndose en vídeos u otro material.

## Historia
Se dice que el nombre del grupo está inspirado por la pintura Et in Arcadia ego (Los pastores de Arcadia) de Nicolas Poussin. 

### So Red the Rose (1985)
El grupo grabó solamente un álbum, el sello de platino llamado So Red the Rose (en castellano tan roja la rosa).
Debutó en el número 30 en el Reino Unido y en el número 23 en los Estados Unidos. Fue promocionado en ambos países en el Top 10 con el sencillo "Election Day" (El día de la elección), luego lo hicieron otros sencillos como "The Flame" (La Llama), "The Promise" (La Promesa) y "Goodbye Is Forever" (El Adiós es para siempre).
Simon Le Bon describió el álbum So the Red Rose como "el más pretencioso álbum jamás realizado" mientras que Allmusic lo llamó "El mejor álbum que Duran Duran jamás hizo". 
Varios músicos de gran calibre contribuyeron en el álbum de los que podemos destacar a guitarristas como David Gilmour (Pink Floyd) y Carlos Alomar, el tecladista Herbie Hancock, Sting (quien hizo los coros en "The Promise"), Grace Jones (quien realizó un breve pero dramático monólogo en "The Flame" y "Election Day"), el bajista Mark Egan del grupo Pat Metheny (cuyo sonido distintivo puede ser reconocido en "The Promise", "El Diablo" y "Lady Ice") y David Van Tieghem, un percusionista de Nueva York.
La banda también realizó vídeos musicales dirigidos por Roger Christian, Marcelo Anciano, Russel Mulcahy y Dean Chamberlain, y grabaron el sencillo "Say the Word" para la BSO de la película "Playing for Keeps".

## Cambios en la banda
Arcadia continuó con la tradición de Duran Duran por una imagen muy visible, bien lograda y cabelleras altas. Para la encarnación de Arcadia y el cambio de estética, Le Bon, Rhodes y Roger Taylor buscaron un look gótico utilizando trajes negros, ropa formal en estilo vintage y corbatines en lugar de corbatas. Los tres también tiñeron sus cabelleras de negro, como puede observarse en sus presentaciones (por ejemplo la ofrecida en 1985 para los conciertos Band Aid).

### Otras apariciones
El grupo realizó una variedad de apariciones promocionales para televisión, pero no salieron de gira, y se disolvieron como grupo en 1986 cuando Duran Duran se realineó, con Le Bon, Rhodes y el bajista John Taylor para grabar su siguiente álbum Notorious. Durante la gira de apoyo a Notorious, Duran Duran tocó el sencillo de Arcadia "Election Day" y también el sencillo de Power Station "Some like it Hot". El baterista Roger Taylor se retiró de la música durante 15 años, después de la salida del álbum de Arcadia, aunque regresó en 2001 cuando Duran Duran volvió a tener su formación original.

## Discografía

### Álbumes de estudio
| Año  | Detalles del álbum                                                                        | Posición más alta en listas | Posición más alta en listas | Posición más alta en listas | Posición más alta en listas | Posición más alta en listas | Certificaciones                 |
| Año  | Detalles del álbum                                                                        | EE. UU.                     | GB                          | SUE                         | NZ                          | CAN                         | Certificaciones                 |
| ---- | ----------------------------------------------------------------------------------------- | --------------------------- | --------------------------- | --------------------------- | --------------------------- | --------------------------- | ------------------------------- |
| 1985 | So Red the Rose - Fecha de edición: noviembre de 1985 - Discográfica: Capitol Records/EMI | 23                          | 30                          | 48                          | 22                          | 14                          | - US: Platino - CAN: 2× Platino |

### Singles
| 1985                                               | "Election Day"       | 6  | 29 | 7  | 4 | 7 | 12 | 18 | 5  | So Red the Rose                  |
| 1986                                               | "Goodbye Is Forever" | 33 | —  | —  | — | — | —  | —  | —  | So Red the Rose                  |
| 1986                                               | "The Promise"        | —  | —  | 37 | — | — | —  | —  | 24 | So Red the Rose                  |
| 1986                                               | "The Flame"          | —  | —  | 58 | — | — | 38 | —  | 29 | So Red the Rose                  |
| 1986                                               | "Say the Word"       | —  | —  | —  | — | — | —  | —  | —  | Playing for Keeps (banda sonora) |
| "—" indica lanzamientos que no figuraron en listas |                      |    |    |    |   |   |    |    |    |                                  |

- Datos: Q597261